# Corpus Evangelicorum
Das Corpus Evangelicorum wurde im Jahre 1653 konstituiert und umfasste alle lutherischen und reformierten Reichsstände. Das Direktorium befand sich in Kursachsen. Seit Gründung des Corpus Evangelicorum wurden Beschlüsse in Religionsfragen nur in Übereinstimmung beider Körperschaften, des Corpus Evangelicorum und des Corpus Catholicorum, gefasst.

## Geschichte
In der Gründung des Corpus Evangelicorum und des Corpus Catholicorum und deren Hineinwachsen in das Verfassungsgefüge des Heiligen Römischen Reiches lag eine der wesentlichen verfassungsrechtlichen Errungenschaften des Westfälischen Friedens. Zuvor hatte auch in der Auslegung von Zweifelsfragen beispielsweise des Augsburger Religionsfriedens von 1555, die eine konfessionelle oder religiöse Natur hatten, prinzipiell das Mehrheitsprinzip gegolten.
In den letzten Jahrzehnten des 16. sowie zu Beginn des 17. Jahrhunderts war es nicht mehr gelungen, die wesentlichen theologischen Streitfragen innerhalb des Verfassungsrahmens des Reiches zu lösen. Die Folge war die Lähmung der verschiedenen Reichsorgane und schließlich die Bildung einerseits der Protestantischen Union im Jahre 1608 und andererseits der Katholischen Liga 1609 mit dem Ziel, den Religionsfrieden gegen Übergriffe der jeweils anderen Seite zu schützen.
Gelang es vor und während des Dreißigjährigen Krieges nicht, diese extrakonstitutionellen Zusammenschlüsse in das Verfassungsgefüge zu integrieren, können Corpus Evangelicorum und Corpus Catholicorum letztlich als ideelle Nachfolger dieser Verteidigungsbündnisse betrachtet werden. Indem die Stände beider Konfessionen mittelbar in das Verfassungsgefüge integriert wurden, gelang es, eine jedenfalls in konfessioneller Hinsicht dauerhaft tragfähige konstitutionelle Friedensordnung zu etablieren.
Da das Kaisertum selbst katholisch war, war das Corpus Evangelicorum als Bewahrer protestantischer Interessen im Reich von großer Bedeutung. Ein Beispiel für die Komplexität der Verhältnisse im Alten Reich stellt die Tatsache dar, dass der Kurfürst von Sachsen Präsident des Corpus Evangelicorum blieb, nachdem er persönlich (August der Starke und Nachfolger) zur katholischen Kirche konvertiert war. Dennoch ist seitdem eine gestiegene Bedeutung des verbliebenen protestantischen Kurfürsten, des Markgrafen von Brandenburg und späteren Königs von Preußen – auch die Kurpfalz unterstand seit 1685 wieder katholischen Fürsten – zu verzeichnen.